# Leichtathletik-Weltmeisterschaften der Behinderten 2006/Teilnehmer (Peru)
| stlisierte Goldmedaille | stlisierte Silbermedaille | stlisierte Bronzemedaille |
| ----------------------- | ------------------------- | ------------------------- |
| —                       | —                         | —                         |

Aus Peru nahm ein Athlet bei den Leichtathletik-Weltmeisterschaften der Behinderten 2006 teil.

## Ergebnisse

### Männer
| Athleten        | Wettbewerb | Vorlauf / Vorkampf | Vorlauf / Vorkampf | Halbfinale   | Halbfinale | Finale       | Finale |
| Athleten        | Wettbewerb | Zeit / Weite       | Rang               | Zeit / Weite | Rang       | Zeit / Weite | Rang   |
| --------------- | ---------- | ------------------ | ------------------ | ------------ | ---------- | ------------ | ------ |
| Pedro Cristobal | 100 m T11  | DNS                | –                  | –            | –          | –            | –      |
| Pedro Cristobal | 200 m T11  | Fehlstart          | DQ                 | –            | –          | –            | –      |
| Pedro Cristobal | 800 m T11  | –                  | –                  | R 164.7      | DQ         | –            | –      |
| Pedro Cristobal | 1500 m T11 | –                  | –                  | R 164.7      | DQ         | –            | –      |